# V-Ga
V-Ga is een videospel voor het platform Commodore 64. Het spel werd uitgebracht in 1990.
Het spel is een horizontaal scrollend schietspel dat drie levels bevat. Het doel van het spel is alle vijanden neer te schieten die de speler tegenkomt. Het schieten kost energie en als deze op is moet de speler een aantal seconden wachten op deze aan te vullen. Als het ruimteschip in contact komt met de vijand is dit schip verloren. Als alle schepen die de speler bezit kapot zijn is het spel ten einde.